# Chkdsk

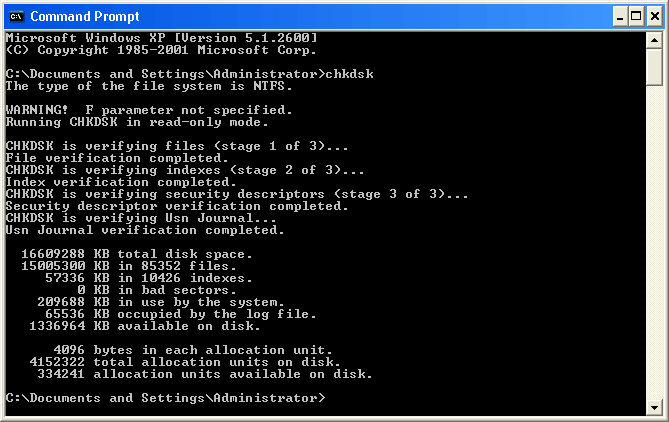
Screenshot di Chkdsk

CHKDSK (abbreviazione di Checkdisk) è un comando, usato nei sistemi DOS e Microsoft Windows, che esegue il controllo di errore nel file system di un hard disk o di una unità di memoria flash. È simile al comando fsck di Unix.

## Utilizzo
Per usarlo bisogna accedere al Prompt dei comandi (Cmd.exe) con permessi di amministratore di sistema e digitare CHKDSK [Volume] [percorso] [Nome File] [parametro]
- volume : Specifica la lettera di unità o partizione (seguita da due punti), punto di montaggio o nome del Volume.
- nomefile : Solo FAT/FAT32: specifica i file di cui controllare la frammentazione.
- /F : Risolve (fix) gli errori del volume.
- /V : Su FAT/FAT32: visualizza il percorso completo e il nome di ogni file sul disco. Su NTFS: visualizza gli eventuali messaggi di pulizia.
- /R : Individua i settori danneggiati e recupera le informazioni leggibili (implica /F).
- /L:  Solo NTFS, reimposta la dimensione del file di registro sul numero di kilobyte specificato. Se la dimensione non è specificata, visualizza la dimensione corrente.
- /X : Forza lo smontaggio del volume se necessario. Tutti gli handle aperti per il volume risulteranno non validi (implica /F).
- /I : Solo NTFS: esegue un controllo meno accurato delle voci di indice.
- /C : Solo NTFS: non esegue un controllo dei cicli all'interno della struttura delle cartelle.
- /B : Solo NTFS: ripete la valutazione dei cluster danneggiati del volume (implica /R).

Le opzioni /I e /C consentono di ridurre il tempo necessario per l'esecuzione del CHKDSK evitando alcuni controlli del volume.
Come esempio: per eseguire un controllo del disco C: completo dal Prompt dei comandi occorre dare il comando CHKDSK C: /F /R